# أحمد واعظي
أحمد واعظي ( الفارسية: احمد واعظی، مواليد 1963) هو فيلسوف وباحث ورجل دين إيراني. اعتبارًا من عام 2011، كان رئيسًا لمكتب الإعلان الإسلامية في حوزة قم وعضوًا في المجلس الأعلى للثورة الثقافية. وهو أيضًا عضو في المجلس الأعلى لمركز النموذج الإيراني الإسلامي للتقدم في قم، عضو مشارك في أكاديمية العلوم الإيرانية، عضو مجلس أمناء منظمة الإعلان الإسلامية، معين من قبل المرشد الأعلى لإيران في الجمعية الإسلامية للطلاب الإيرانيين في أوروبا.

## الحياة المبكرة والتعليم
وُلِد أحمد واعظي في مدينة الري، إيران، عام 1963. دخل الحوزة العلمية في قم سنة 1982م ودرس المراحل التمهيدية في العلوم الدينية سنة 1986م. ثم أخذ دورات في الفقه الإسلامي، بما في ذلك دروس العلماء مثل آية الله حسين وحيد الخراساني، والشيخ جواد التبريزي، والسيد كاظم الحائري، وصادق لاريجاني. بعد أن أتقن الفلسفة على يد آية الله عبد الله الجوادي الآملي، ومحمد تقي مصباح اليزدي، وح. فياضي، بدأ بعد ذلك دراساته المهنية في الفلسفة الغربية والعلوم الحديثة المنقولة.

## حياة مهنية
كان محاضراً جامعياً منذ عام 1987 وقام بالتدريس في العديد من الجامعات الإيرانية والعالمية. وفي عام 2001 انتقل إلى المملكة المتحدة للتدريس في جامعة كامبريدج، وفي الكلية الإسلامية والمعهد الديني في لندن. تتركز اهتماماته البحثية الرئيسية حول العلوم الحديثة المنقولة والفلسفة الغربية، ومنذ عام 2006، ركز على علم التأويل والفكر السياسي. وفقًا لراديو فردا، اعتبارًا من 17 أبريل 2020، كان أحمد واعظي مديرًا لمكتب الإعلان الإسلامية في حوزة قم (والتي وفقًا لراديو فردا كان لديها ميزانية معتمدة لعام 2020-2021 بقيمة 35،714،285 دولارًا وهي واحدة من المنظمات الدينية التي تساعد في نشر رسالة الجمهورية الإسلامية في الداخل والخارج).

## فهرس
وقد كتب العديد من الكتب في مجالات مختلفة على النحو التالي:
- تناوب الفهم اللاهوتي
- المجتمع اللاهوتي، المجتمع المتحضر
- الإنسان من منظور الإسلام
- بدايات الحكمة
- الثيوقراطية
- الحكم الإسلامي
- مقدمة في علم التأويل
- الفكر السياسي الشيعي.
- نظرية السياق

## روابط خارجية
- "Hujjatul-Islam Dr. Ahmad Vaezi, the Head of Islamic Propagation Office". انگليسي سمتا (Islamic Propagation Office). مؤرشف من الأصل في 2015-06-24.
- "الفلسفة السياسية الإسلامية في إيران لم تحظ باهتمام جاد" (بالفارسية). Mehr News Agency. 30 أغسطس 2012. مؤرشف من الأصل في 2025-01-24. {{استشهاد ويب}}: الوسيط غير صالح |script-title=: قسم العنوان مفقود (مساعدة)